# نبو-موکین-زری
نبو-موکین-زری (Nabû-mukin-zēri)، آخرین پادشاه سلسله نهم بابل بود که از ۷۳۱ تا ۷۲۹ پیش از میلاد حکومت کرد. وی را با نام موکین-زری (Mukin-zēri) هم می‌شناسند. وی رئیس قبیله کلدی آموکانو در جنوب بابل بود که از بی‌ثباتی موجود در بابل استفاده کرد و با کنار زدن نبو-شوم-اوکین دوم پادشاه بابل شد.

## آثار مکشوف
کشف باستان‌شناسی تصادفی و البته فرخنده‌ای در سال ۱۹۵۲ میلادی در کلخو (کالاه، نیمرود) صورت گرفت و باعث شد مدارک و اسناد فراوانی از مکاتبات دیپلماتیک از بایگانی کل آن منطقه به دست آید. این مدارک و اسناد، پرتوهای بسیاری بر شورش نبو-موکین-زری افکنده است. از بیش از ۳۰۰ لوح به دست آمده در این کشف، تعداد بیش از بیست نامه و قطعه نوشته به مداخله نظامی آشوریان در بابل و تسخیر آن سرزمین به دست آنان و ضمیمه کردن آن به آشور در حدود سال ۷۳۰ پ.م. مربوط می‌شود.
این اسناد و مدارک، تصویری از بابل آن زمان به دست می‌دهند: کشوری که در اثر رقابت‌ها، همچشمی‌ها و نفاق و چند دستگی موجود میان آرامیان و بابلیان و کلدیان به چندین قسمت تقسیم شده بود. اندکی پس از اینکه نبو-موکین-زری سلف خود را از حکومت ساقط کرد و خود به جای وی نشست، تیگلات-پیلسر سوم، پادشاه آشور تلاش‌ها و توجه خود را به این فرمانروای یاغی معطوف نمود و از همه امکانات موجود و در دسترس خود استفاده کرد تا این شورشی را از تخت به زیر آورد. یک هیئت اعزامی از سوی آشوری‌ها مأموریت یافته بود که برای جلب حمایت و یاری بزرگان و اعاظم شهر، به بابل برود. یکی از نامه‌های به دست آمده این مأموریت را شرح می‌دهد، نمایندگان پادشاه آشور به بزرگان شهر بابل می‌گویند:
چرا با ما این گونه به سان دشمن رفتار می‌کنید؟... ، فقط پادشاه آشور است که می‌تواند به بابل لطف و مرحمت نماید و امتیازات و حقوق شهروندی شما را پاس بدارد.

## تهاجمات آشور به بابل
حملات تیگلات-پیلسر سوم باعث فرار نبو-موکین-زری به Šapia شد، یعنی سنگر مقاومتی شاه بابل در جنوب آن سرزمین. وی در این شهر پنهان شد. همزمان، آشوریان اطراف و اکناف شهر را ویران نمودند و درختان خرمای منطقه را انداختند. پادشاه آشور از دیگر رؤسای قبیله‌ای کلدی باج و خراج گرفت: مردوک-اپل-ایدین دوم رئیس قبیله بیت-یاکین - که در منابع آشوری با عنوان پادشاه سرزمین دریایی (یا: باتلاقی) توصیف شده است -، بلاسو رئیس قبیله بیت-داکوری و Nadinu پیشوای قبیله Larak. رؤسای دیگر سرکش و نافرمان باقی ماندند؛ Zakiru پیشوای قبیلهٔ Bīt-Ša'alli که نهایتاً از فرمانروایی خود ساقط شد، پایتختش Dur-Illayatu ویران گشت و خود وی در زنجیر و دست و پا بسته به آشور فرستاده شد و دیگری نبو-اوشبشی پیشوای قبیلهٔ Bīt-Šilani که به صلابه اش کشیدند. فرمانده سواره نظام آشوری به نام Iasubaya گزارش می‌کند که شخص وی تلاش‌های نافرجامی کرده بود تا آرامیان را وسوسه کند و فریب دهد و آنان را که هوادار پادشاه بابل بودند، به سوی پادشاه آشور بکشاند. در واقع رعب و هراسی که موکین-زری در قلوب پدیدآورده بود، تا مدتی مانع از این شد که آنانی که تمایلی به آشوریان داشتند، با آنها همکاری علنی و فعالی بکنند یا اینکه شرایط عفو سخاوتمندانه آشوریان را بپذیرند، ولی هنگامی که نیروهای موکین-زری در Buharu وارد پیکار شدند، اکدی‌ها (که تابعان پادشاه بابل بودند)، آشکارا گوسفندان او را ربودند. موکین-زری از طریق سعی در متفرق کردن متحدان دشمن خود، کوشید که با تبلیغات آنان مقابله نماید. او به مردوک-اپل-ایدین دربارهٔ اینکه به عمویش Balassu نمی‌توان اعتماد کرد، هشدار داد. یکی از منابع باستان‌شناسی نتیجه نهایی جنگ را اینگونه توصیف می‌کند:
در سال سوم، پادشاه آشور به اکد فروآمده بود، او Bīt-Amukanu را شکست داد و درهم کوبید (یا قلع و قمع کرد) و نبو-موکین-زری را دستگیر نمود. پس ازآن، او خود به تخت بابل نشست.
یک نامه دیگر معاصر با وقایع مزبور که خطاب به تیگلات-پیلسر سوم نوشته شده است، اینگونه می‌گوید:
موکین-زری کشته شد و شومو-اوکین (Šumu-ukin) پسر وی نیز به قتل رسید، شهر تصرف شده است. 
تیگلات‌پیلسر سوم بعد از اینکه کنترل و فرمانروایی بابل را به دست گرفت، دو جشنواره پی در پی آکیتو را اجرا و داوری کرد. وی از ۷۲۹ تا ۷۲۷ ق.م. هم به عنوان پادشاه آشور و هم به عنوان پادشاه بابل بر آن سرزمین‌ها حکومت کرد. پس از وی شلمنسر پنجم به حکومت رسید و او هم از ۷۲۷ تا ۷۲۲ پ.م. هم بر آشور و هم بر بابل حکم راند. در سال ۷۲۲ یا ۷۲۱ پ.م. شاهزاده‌ای کلدی به نام مردوک-اپل-ایدین دوم تاج و تخت بابل را بازستاند.